# 花宗駅
花宗駅（はなむねえき）は、かつて福岡県筑後市大字長浜に設置されていた日本国有鉄道（国鉄）矢部線の駅（廃駅）である。
筑後市の東端部に位置し、矢部線の開通からおよそ13年が経った1958年（昭和33年）2月1日に長浜地区の住民の請願を受けて、新設された。開業時から駅舎もなく、無人駅であった。 
矢部線の廃止に伴い、1985年（昭和60年）4月1日に廃駅となった。

## 歴史
- 1958年（昭和33年）2月1日：開業[1]。旅客のみ取り扱い[1]。
- 1985年（昭和60年）4月1日：矢部線の全線廃止に伴い、廃駅となる[1]。

## 駅構造
1面1線の単式ホームを有していた。駅舎は存在せず、ホーム上には待合所があった。

## 現状
現在、ホームと線路は撤去され、駅跡地は道路化されている。  

## 隣の駅
日本国有鉄道
矢部線
羽犬塚駅 - 花宗駅 - 鵜池駅